# Lestodiplosis macrorosae
Lestodiplosis macrorosae är en tvåvingeart som beskrevs av Barnes 1928. Lestodiplosis macrorosae ingår i släktet Lestodiplosis och familjen gallmyggor. Inga underarter finns listade i Catalogue of Life.